# Первый жилой дом Ленсовета на Карповке
 Первый жилой дом Ленсовета  — жилой дом эпохи конструктивизма в Санкт-Петербурге, находящийся по адресу: набережная реки Карповки, дом 13.

## История
Построен в 1931—1934 годах по проекту архитекторов Е. А. Левинсона и И. И. Фомина (сына) для партийной номенклатурной элиты города.
Здание состоит из трёх основных объёмов: 6-этажного центрального, вогнутого, и двух 5-этажных боковых. Здание дома приподнято на облицованную камнем террасу, что защищает его от наводнений. На уровне 2-го этажа проходит открытая галерея на лёгких круглых столбах.
Главный фасад, криволинейной формы, обращён к реке Карповке. Такая форма была подсказана очертаниями реки.
При разработке плана дома архитекторы стремились создать комфортабельные квартиры. Они имели от трёх до шести комнат, с ванными и встроенной мебелью. Некоторые квартиры располагались на двух уровнях. На чердаках предполагались солярии. На втором этаже размещались детские учреждения. Лестницы во дворе поднимались с земли прямо на второй этаж. Помимо 76 квартир и детского сада в доме также предусматривались: механическая прачечная, парикмахерская, магазин, солярий, комнаты для обслуживающего персонала.
Дом отличался высоким качеством отделки и благоустройства. Перед домом были устроены террасы с лестницами. На террасе перед фасадом построены каменные скамейки, стена террасы украшена рельефами: на одном из них — колосья ржи, на другом — гусеницы танка. На террасе установлена каменная ваза, с рельефами на тему спорта. Во дворе расположена чаша фонтана. Двор ограждён каменным забором с орнаментом из цветов и колосьев.

## Знаменитые жильцы
В 1937—1948 годах (с перерывом на период эвакуации) в доме жил народный артист СССР Ю. М. Юрьев.
В 1953 году Исполнительный Комитет разрешил Ленинградскому отделению Всероссийского театрального общества изготовить и установить на доме мемориальную доску. Текст мемориальной доски был утвержден в следующей редакции: «В этом доме с 1937 года по 1948 год жил народный артист Союза ССР, лауреат Сталинской премии Юрий Михайлович Юрьев».
Мемориальная доска Ю. И. Юрьеву была установлена спустя пять лет, в 1958 году, с изменённым текстом: «В этом доме с 1937 года по 1948 год жил народный артист Союза ССР, лауреат Государственной премии Юрий Михайлович Юрьев». Архитектор Варакин И. И. Гранит, бронза.
20 июня 1939 г. в своей квартире номер 20 в 6 утра был арестован режиссёр В. Э. Мейерхольд. Эта квартира на втором этаже дома была передана В. Э. Мейерхольду, постоянно проживавшему в Москве, сразу после окончания строительства дома в 1934 г. Последнее, что видел в Ленинграде В. Э. Мейерхольд, выходя из дома в 9 утра до этапирования через два дня в Москву на Лубянку, задержанный, но ещё не подвергнувшийся пыткам, была Петроградская сторона, набережная реки Карповки и дом Ленсовета, номер 13.
По свидетельству писательницы Т. Н. Толстой (в её рассказе «На малом огне») в 50-е гг. XX века здесь, на одной площадке с семьёй Толстых, продолжала проживать сестра Мейерхольда.
Этот адрес в своём письме Сталину указывала и жена Мейерхольда актриса З. Н. Райх: «Задумала я ещё на 5-е мая свидание с Вами, если Вы сможете. Свидание сразу с 1) матерью Маяковского, сестрами его, 2) с Мейерхольдом и Сейфуллиной. Об организации этого свидания сейчас напишу Николаю Ивановичу Ежову и пошлю ему вместе с этим письмом. Пожалуйста, телеграфируйте мне коротенько в Ленинград, Карповка, 13, Дом Ленсовета, кв. 20. Чтоб быть мне здоровой. Обязательно. Привет сердечный. Зинаида Райх».
С 1939 по 1949 гг. в доме жил советский партийный и государственный деятель, 7-й председатель Ленгорисполкома в 1946—1949 годах, один из главных фигурантов «Ленинградского дела» Пётр Георгиевич Лазутин. В память о П. Г. Лазутине на доме установлена Мемориальная доска, согласно Распоряжения от 4 сентября 2003 года N 2121-ра Губернатора Санкт-Петербурга, со следующим текстом: «В этом доме с 1939 по 1949 год жил выдающийся государственный деятель, председатель Исполкома Ленинградского городского Совета депутатов трудящихся в первые послевоенные годы Петр Георгиевич Лазутин».
Дом Ленсовета часто называют не только памятником архитектуры, но и «памятником трагедии». В 1937—1938 гг. были расстреляны около двух десятков жителей дома: работники советских промсоюзов и банков, потребкооперации и разнообразных хозяйственных и финансовых структур «при обкоме ВКП(б)». К высшей мере наказания был приговорён Николай Емельянов, начальник политотдела Балтийского морского пароходства (кв. 30). Были расстреляны: Петр Низовцев — зав. отделом руководящих парторганов обкома ВКП(б) (кв. 71); Борис Стрельцов — начальник 2-го Главного управления Наркомата оборонной промышленности СССР, (кв. 64); Марк Ткачёв — начальник ПВО Ленинграда, Андрей Николаевич Троицкий, главный редактор газеты «Ленинградская правда», приговоренный к расстрелу в 1938 году (кв. 14).
В 50-е годы XX века в этом доме родилась и выросла известная писательница, внучка писателя Алексея Толстого Татьяна Толстая. Семья её отца Н. А. Толстого проживала сначала в квартире 19, а затем, вскоре после рождения четвёртого ребёнка, в целях улучшения жилищных условий, получила двухэтажную квартиру номер 13 на пятом и шестом этажах, которую строили для революционера, Первого секретаря Ленинградского обкома ВКП(б) Сергея Мироновича Кирова и в которой с 1939 по 1948 гг. проживал Ю. М. Юрьев. История получения Н. А. Толстым квартиры «Кирова-Юрьева» и переселения в неё в 1951 г. подробно описана Т. Н. Толстой в её сборнике «Лёгкие миры» в рассказе «На малом огне», вышедшем в 2014 году в издательстве АСТ, ISBN 978-5-17-085088-4.

## Современность
В 2001 году в доме Ленсовета проводились съёмки нескольких эпизодов фильма «Сёстры» (2001), ставшего единственной режиссёрской работой Сергея Бодрова-младшего.
В 2016 году Фондом капремонта Санкт-Петербурга были запланированы работы по восстановлению фасада здания, был заказан проект, на эти работы город планирован потратить не менее 31 миллиона рублей. Однако при возведении на фасаде дома строительных лесов было выявлено, что конструкции здания находятся в аварийном состоянии, дому требуется капремонт. В перекрытиях были уже усадочные трещины, балки подверглись коррозии, кирпичная кладка была ослаблена, были также обнаружены две глубокие трещины, которые могли угрожать самой целостности дома. К 2018 году был подготовлен другой проект, с существенным подорожанием работ, затраты на проведение которых увеличились до 134 миллионов. В новый проект уже было включено неучтенное в первом проекте восстановление каменной ограды с металлическими воротами, находившимися, также как и сам дом, в аварийном состоянии, однако выяснилось, что не включенным на этот раз оказался павильон во дворе дома, являющийся неотъемлемой частью охраняемого КГИОП памятника архитектуры. В 2019 году подрядная организация «Спецстрой» провела в доме восстановление терразитовой штукатурки.